# Ginkgo éditeur
Pour les articles homonymes, voir Ginkgo.
 (septembre 2024).
Si vous disposez d'ouvrages ou d'articles de référence ou si vous connaissez des sites web de qualité traitant du thème abordé ici, merci de compléter l'article en donnant les références utiles à sa vérifiabilité et en les liant à la section « Notes et références ».
Ginkgo éditeur est une maison d'édition française indépendante fondée fin des années 1990 à Paris par Pascal Mongne et Reynald Mongne, rejoint en 2018 par Xavier Mottez.
La maison publie de la littérature française et étrangère, des documents historiques, des témoignages, des récits de voyage, mais aussi des essais et des ouvrages à l'humour décalé.

## Une ligne éditoriale au carrefour du voyage et de l'histoire
Ginkgo éditeur a développé son catalogue autour de deux axes principaux. D’une part la littérature (notamment slave, nordique et européenne au sens large). D’autre part, les documents historiques et sociétaux, parfois rares ou oubliés. En moyenne, la maison publie 20 titres par an, répartis dans 7 collections actives.
Ginkgo éditeur est membre de l'UEVI(Union des éditeurs de voyage indépendants), qui fédère dix éditeurs de voyage indépendants de langue française, quatre à Paris, quatre en province, un à Genève et un à Bruxelles.

## Historique
2003–2004 : Ginkgo publie le premier volume des lettres d’Ernestine Chassebœuf, personnage fictif de nonagénaire, ainsi qu’un manuscrit du XVIIe siècle intitulé La Relève de l’Escadre de Perse de Philippe Fabry.
2008–2009 : Parution du Guide Suprême : Petit dictionnaire des dictateurs. Publication de La Route des Gitans, sur la persécution des populations roms durant la Seconde Guerre mondiale, et de Le Maître de la désolation, mémoires du capitaine baleinier Joseph J. Fuller, relatant sa vie aux îles Kerguelen entre 1860 et 1895.
2010–2011 : Publication de Mariée au KGB, témoignage de Renata Lesnik sur le traitement des dissidents en ex-URSS. Parution du roman Le Soleil des enfants perdus de Guy Marchand. Nindowari – la culture de Kulli, ouvrage collectif sous la direction de l’équipe archéologique de l’Indus (CNRS/Musée Guimet), restitue les fouilles de Jean-Marie Casal.
2013 : Début d’un cycle de traduction consacré à la littérature roumaine contemporaine, avec des auteurs tels que Radu Țuculescu (Mère vieille racontait) et Petru Cimpoeșu (Siméon l’ascenseurite).
2014–2015 : Dernière publication de Renata Lesnik (Russia Blues, coécrit avec Hélène Blanc) avant son décès. En 2015, parution de On a marché dans Pyongyang d’Abel Meiers, récit d’un séjour familial en Corée du Nord, suivi de Goodbye Poutine, ouvrage collectif consacré à l’Ukraine.
2017–2019 : Publication de la trilogie photographique Revoir Paris. Création de la collection « Petite Bibliothèque Slave », axée sur les littératures d’Europe centrale et orientale. Parution de Au Yémen avec Théodore Monod, retraçant l'une de ses dernières expéditions. Xavier Mottez, historien spécialiste des littératures slaves, rejoint l’équipe éditoriale.
2020–2022 : Poursuite de l’activité éditoriale durant la pandémie. Développement de la « Petite Bibliothèque Slave » avec des auteurs tels que Vassili Grossman, Kouprine, et Ilf & Petrov. Dans la collection « L’Ange du bizarre », publication de Le Beau et la Bête de Philippe Mouchès et Olivier Salon, et du roman noir Les Ardomphes de Gilles Verdet.
2023–2025 : Parution de Tchévengour d’Andreï Platonov dans sa version intégrale. Reprise des publications dans l'édition de « l’Élan » dédiée à la littérature scandinave. Lancement de la collection « Histoire d’espaces » avec 60 histoires d’espace en France (1961–2021). Publication de Goodbye Poutine II, sous la direction d’Hélène Blanc, sur la guerre en Ukraine. Parution de De nouveaux Hommes de Knud Rasmussen dans la collection « Mémoire d’Hommes ».

## Principales collections
Mémoire d’Homme – dirigée par Pascal Mongne  
Collection consacrée aux journaux, récits de voyage et témoignages personnels, du XVIIe au XXIe siècle. Elle regroupe des textes inédits ou rares relatant des expériences individuelles à travers le monde.
Lettres d’ici et d’ailleurs – dirigée par Xavier Mottez et Reynald Mongne
Collection de fictions (romans et nouvelles) ancrées dans des contextes géographiques variés, notamment l’Europe centrale et l’Orient, abordant des thématiques contemporaines avec une diversité de tons.
Petite Bibliothèque Slave – dirigée par Xavier Mottez
Collection de poche dédiée aux littératures russes et slaves. Elle propose des œuvres classiques d’auteurs comme Pouchkine, Tchekhov, Tolstoï, Boulgakov, ou Ilf & Petrov, dans des traductions sélectionnées.
Prospective & Innovation
Collection d’essais portant sur les enjeux géopolitiques et les transformations contemporaines. Elle est réalisée en partenariat avec la Fondation Prospective et Innovation (FPI).
Les Retrouvés – dirigée par Xavier Mottez
Collection consacrée à la réédition ou à la découverte de textes oubliés, parfois inédits, d’écrivains connus ou peu étudiés.
Histoires d’espace – dirigée par Pierre-François Mouriaux et Philippe Varnoteaux
Collection explorant les récits liés à la conquête spatiale sous un angle historique, scientifique ou littéraire.
L’Ange du Bizarre
Collection orientée vers la littérature de l’étrange, du fantastique, de l’absurde ou de l’inquiétant, accueillant des textes aux univers décalés.

### Principaux auteurs publiés
- Guy Marchand
- Gilles Verdet
- Hélène Blanc
- Patrick Boman
- Philippe Fabry
- Bruno Fuligni
- Mikhaïl Boulgakov
- Panteleïmon Romanov
- Alexandre Pouchkine
- Olivier Salon
- Michel Polac
- Albert Russo
- Patrice Leconte
- Vijay Singh
- Pierre Charmoz
- Céline Maltère
- Yves Gauthier
- Vassili Grossman
- Philippe Zoummeroff